# Кокса (приток Катуни)
Ко́кса (алт. Кöк-Суу — синяя вода) — река в России, на юго-западе Республики Алтай, левый приток Катуни. Протекает по территории Усть-Канского и Усть-Коксинского районов.

## География и гидрология

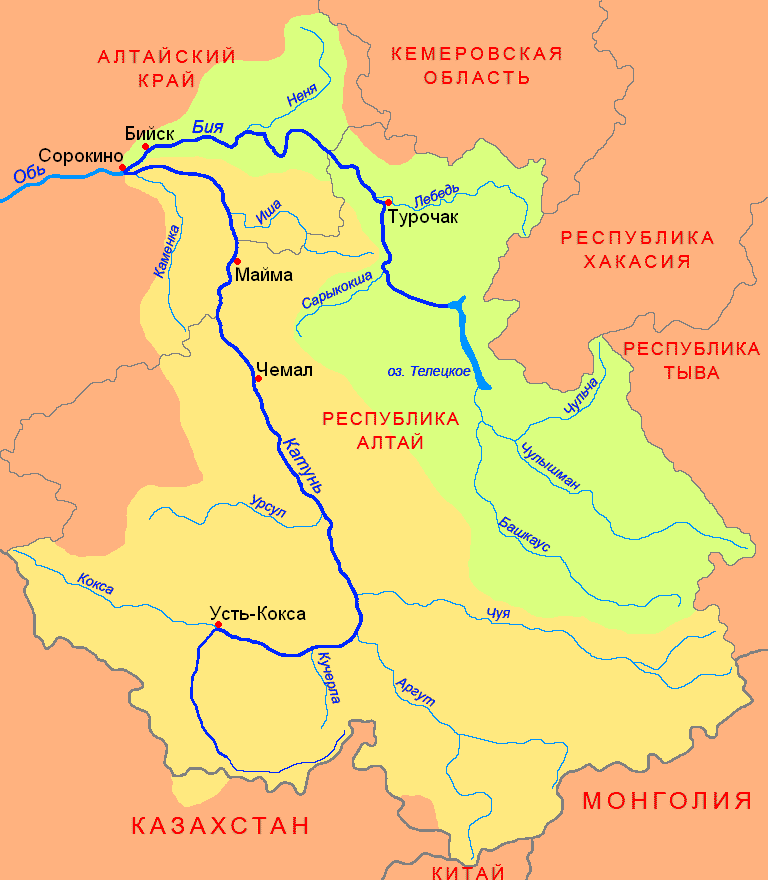

Длина Коксы — 131 км, с рекой Хайдун её длина достигает 179 километров. Площадь водосборного бассейна Коксы — 5600 км², по этому показателю она является вторым после Чуи притоком Катуни. Среднегодовой расход воды — 84,5 м³/с
Кокса берёт своё начало в месте слияния рек Хайдун и Ночная в центральной части Холзунского хребта, после чего протекает в юго-восточном направлении. По долине реки идёт автодорога Усть-Кан — Усть-Кокса. В месте впадения Коксы в Катунь расположено село Усть-Кокса. Ширина русла варьируется от 50 до 3 метров (в протоках).
Река имеет множество мелких притоков, которые, сливаясь, формируют довольно бурную горную реку. Исключение составляет лишь русло в районе Абайской степи с её выположенным днищем, где течение более спокойное. Недалеко от устья в Коксу впадают реки Большая и Малая Громотухи. По имени этих двух левых притоков и называется перевал Громотуха (назван по шуму воды в ущелье), находящийся рядом на берегу. Также на реке существует порог с названием Громотуха.
Весь бассейн реки относится к территории достаточного увлажнения, на которой произрастают темнохвойные леса с густым подлеском, а для полян типично высокотравье. Русло каменистое, к началу июля уровень воды значительно падает.
Река часто используется в рекреационных целях для туристических сплавов на рафтах (I и II категории сложности) или рыбалки.

## Притоки
- 24 км: Тюгурюк (Аксаз)
- 26 км: Тюдет
- 33 км: Красноярка
- 44 км: Юстик
- 53 км: Аюлу
- 55 км: Абай
- 59 км: Сарычмень
- 79 км: Банная
- 97 км: Карагай
- 110 км: Таловка
- 115 км: Улужай
- 128 км: Татарка
- 131 км: Ночная
- 139 км: Коксочка
- 163 км: Кульда

## Данные водного реестра
По данным государственного водного реестра России относится к Верхнеобскому бассейновому округу, водохозяйственный участок реки — Катунь, речной подбассейн реки — Бия и Катунь. Речной бассейн реки — (Верхняя) Обь до впадения Иртыша.

## Топографические карты
- Лист карты M-45-XIII Сугаш. Масштаб: 1 : 200 000. Указать дату выпуска/состояния местности.